# ディーコープ
ディーコープ株式会社（英: DeeCorp Limited）は、インターネットを利用した企業向総合購買支援サービスを事業内容とする企業。本社は東京都に置く。
SB C&Sが株式の100%を保有する連結子会社である。

## 概要
- 企業の購買適正化を支援する事業を行っている。
- 会社創設期は取締役に孫正義がいた。初代の取締役社長はソフトバンク代表取締役社長の宮内謙であった。現在の代表取締役社長は萬田吉寛である。前代表取締役社長の谷口健太郎は当社取締役会長となっている。
- 当社オリジナルの間接材コスト削減手法により、セブン&アイグループは大規模なコスト削減に成功[2]。これにより業界内にその名が知れ渡る。その後デニーズジャパンや日本トイザらス等のコスト削減に着手成功し一層の拡大を図る。
- 近年では、民間企業だけでなく中央大学や独立行政法人都市再生機構等のように学校法人や公的機関での支援実績も残すなどして幅広い業種に対応している[3]。
- 同社の過去実績から蓄積された、約12000社の企業へ見積依頼ができる、”見積＠Dee”というシステムをクラウド型で提供している。

## 沿革
- 2001年（平成13年）
  - 2月 - ディーコープ株式会社設立。
    - 社名は電子調達の活性化による新たな経済価値の創出を目指す「Dynamic e Economy」に由来し、孫正義（現・ソフトバンクグループ代表取締役会長兼社長）の命名による[4]。

  - 9月 - 間接資材を中心とした電子購買のIT市場における購買管理ソリューションの導入とサービス提供を開始。
- 2003年（平成15年）7月 - 東京都港区南麻布に本社移転。
- 2005年（平成17年）
  - 4月 - 大阪事業所、九州事業所を開設。
  - 11月 - 東京都港区東新橋に本社移転。
- 2006年（平成18年）
  - 3月 - 見積支援サービス「見積＠Dee」をリリース。
  - 12月 - 契約管理支援サービス「契約＠Dee」をリリース。
- 2007年（平成19年）
  - 3月 - ISMS認証取得。
  - 4月 - 購買支出分析コンサルティングサービス「診断＠Dee」をリリース。
  - 10月 - プライバシーマーク取得。
- 2010年（平成22年）4月 - 発注管理支援サービス「発注＠Dee」をリリース。
- 2013年（平成25年）
  - 4月 - 名古屋事業所を開設。
  - 6月 - 購買支援品目拡大のため、アライアンスサービスを開始。
- 2014年
  - 4月 - 広島事業所を開設。
  - 5月 - 一括購買支援サービス「カタログ＠Dee」をリリース。
  - 9月 - 東京都港区六本木に本社を移転。
- 2016年（平成28年）
  - 4月 - 東京都中央区銀座に本社を移転。
  - 10月 - 見積支援サービス「見積＠Dee」のリニューアル版をリリース。
- 2017年（平成29年）10月 - 発注管理支援サービス「発注＠Dee」のリニューアル版をリリース。
- 2018年（平成30年）12月 - 北海道事業所を開設。
- 2019年（平成31年/令和元年）
  - 4月 - AI清掃ロボット「Whiz」（ソフトバンクロボティクス製）の取扱を開始。
  - 6月 - RPA（Automation Anywhere社製）の取扱を開始。
- 2021年（令和3年）5月 - 東京都中央区銀座に本社を移転。